# Manufacture générale des Blancs minéraux de Meudon
La Manufacture générale des Blancs minéraux de Meudon  (1876-1891) est une manufacture destinée à la production industrielle de blanc de Meudon.
Elle est implantée en 1876 au carrefour de la route de Vaugirard à Meudon par Émile de Girardin. 
En 2006, sur le site en chantier de Meudon Campus, deux carrières désaffectées qui appartenaient à la Manufacture générale des Blancs minéraux devaient être identifiées afin de mesurer leur impact géologique.